# ディーン・コート
ディーン・コート（Dean Court）は、イングランド・ボーンマスにあるサッカー専用スタジアム。
2015年7月19日より、命名権導入の影響でバイタリティー・スタジアム (Vitality Stadium)のスタジアム名を使用している。

## 概要
1910年、地主のクーパー＝ディーン家よりスタジアム建設のための土地を譲り受け、このスタジアムは建設されたため、スタジアム名はこの出来事に由来している。1957年3月2日、FAカップのマンチェスター・ユナイテッドFC戦にて、スタジアム史上最高の収容人数となった28,779人の観客数を記録した。
2000年代に入ると、AFCボーンマスの経営危機から、国内の不動産会社であるストラクターデン (Structadene)にスタジアムを売却し、2015年7月には、命名権を売り出してバイタリティー・スタジアム (Vitality Stadium)という愛称が使用され始めた。
2022年2月、ボーンマスを襲った嵐によってスタジアムの一部が損壊したため、2月18日に予定されていたノッティンガム・フォレストFCとのリーグ戦が延期された。

## 開催された主なイベント

### 国際試合
- FIFA主催
  - 2015 FIFA女子ワールドカップ・予選

- UEFA主催
  - UEFA U-21欧州選手権2019予選
  - UEFA U-21欧州選手権2023予選

### 音楽
- 2006年 - エルトン・ジョンによるライブ

## アクセス
- 鉄道
  - サザン鉄道・ポークスダウン鉄道駅から徒歩18分

## ギャラリー

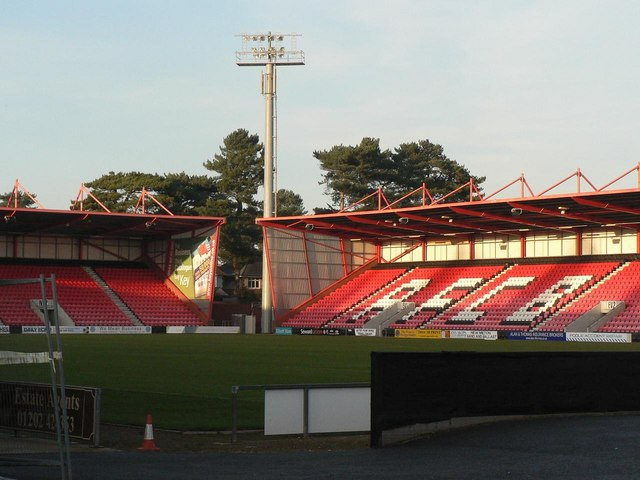
メインスタンド
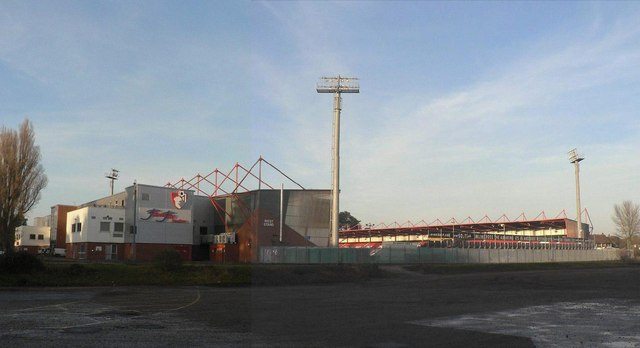
外観